# Phím xóa

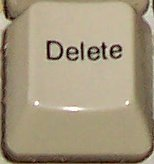
Phím xóa trên bàn phím PC

Phím xóa hay phím Delete là một phím trên có trên hầu hết các bàn phím máy tính thường được dùng để xóa ký tự phía trước (ở chế độ văn bản) hay bên phải con trỏ (ở trên giao diện) hoặc xóa những đối tượng được chọn. Phím này đôi khi được gọi là phím "xóa trước". Điều này là do phím backspace cũng xóa các ký tự, nhưng chỉ xóa ký tự ở bên trái của con trỏ trên nhiều bàn phím, ví dụ như hầu hết các bàn phím của Apple, phím có chức năng xoá phía sau cũng được gắn nhãn "xóa".

## Vị trí và cách đặt nhãn trên bàn phím
Khóa này xuất hiện trên bàn phím PC tương thích với tiếng Anh của IBM có nhãn là Delete hoặc Del, đôi khi đi kèm với biểu tượng mũi tên phải gạch chéo. Tuy nhiên, đôi khi, khóa có nhãn Delete thực hiện chức năng Backspace, ví dụ, trên một số bàn phím của Apple.
Trong các trường hợp khác, phím xoá/phím Del nằm ở vị trí sổ cạnh bàn phím số gốc của IBM ở trên và bên phải của phím Backspace.   Nhiều máy tính xách tay thêm các hàng phím nhỏ phía trên dòng phím Chức năng để thêm các phím trên bàn phím có kích thước không chuẩn. Trên hàng phím nhỏ hơn này, vị trí của phím xóa được đặt ở hoặc gần đầu bên phải.
Trên MacBook, chức năng xóa chuyển tiếp có thể đạt được bằng cách sử dụng tổ hợp phím Fn+← Backspace.
Phím xóa thường nhỏ hơn và nằm ở vị trí không thuận tiện hơn phím Backspace và trên bàn phím bị giới hạn không gian, ví dụ như nó thường bị bỏ qua trên bàn phím số hoặc bàn phím ảo trên thiết bị di động.
Trên một số bàn phím nhỏ gọn, phím xoá thay thế phím Backspace thông thường và chức năng Backspace có thể có được bằng cách giữ phím Fn và nhấn Xóa/Del.

## Cách sử dụng
Khi được nhấn trên bàn phím máy tính trong khi soạn thảo văn bản hoặc nhập lệnh, phím xóa (Delete hoặcDel), được gọi ít mơ hồ hơn là xóa tiến, loại bỏ ký tự phía trước vị trí của con trỏ, di chuyển tất cả các ký tự sau về một vị trí "quay lại" về phía không gian chữ được giải phóng. Phím cũng được nhiều ứng dụng GUI sử dụng để yêu cầu xóa đối tượng hiện đang được chọn, ví dụ như một tệp trong trình duyệt tệp hoặc một khối văn bản trong trình xử lý văn bản.